# مذبحة شاربفيل
مذبحة شاربفيل (بالإنجليزية: Sharpeville massacre)‏ وقعت في بلدية شاربفيل الكائنة في مقاطعة ترانسفال (اليوم جزء من خاوتينغ) بجنوب أفريقيا بتاريخ 21 مارس عام 1960.
تجمع حشد من المتظاهرين تراوح عددهم ما بين 5,000 إلى 7,000 شخص تقريباً أمام مركز الشرطة بعد يومٍ من المظاهرات احتجاجاً على قوانين الاجتياز. وأطلقت الشرطة الجنوب أفريقية الرصاص الحي على الحشد لتردي 69 شخصاً قتلى. تختلف المصادر حيال وضع الحشد: فتذكر بعض المصادر بأن الحشدَ كان مسالماً، أما المصادر الأخرى فتذكر قيام الحشد برشق الحجارة على قوات الشرطة وأن إطلاق النار لم يبدأ إلّا حين بدأ الحشد بالتقدم سائراً صوب السياج المحيط لمركز الشرطة. بلغت حصيلة الخسائر البشرية 289 شخص بينهم 29 طفل. وعانى الكثير من المتظاهرين من إصابات بالظهر جراء تعرضهم لإطلاق النار خلال هروبهم.
يعد يوم الواحد والعشرين من شهر مارس في جنوب أفريقيا عطلة رسمية يُحتفل بها كل عام تخليداً لحقوق الإنسان ولضحايا مذبحة شاربفيل. كما اختارته اليونسكو للاحتفال سنوياً باليوم الدولي للقضاء على التمييز العنصري في جميع أنحاء العالم.

## الأحداث السابقة

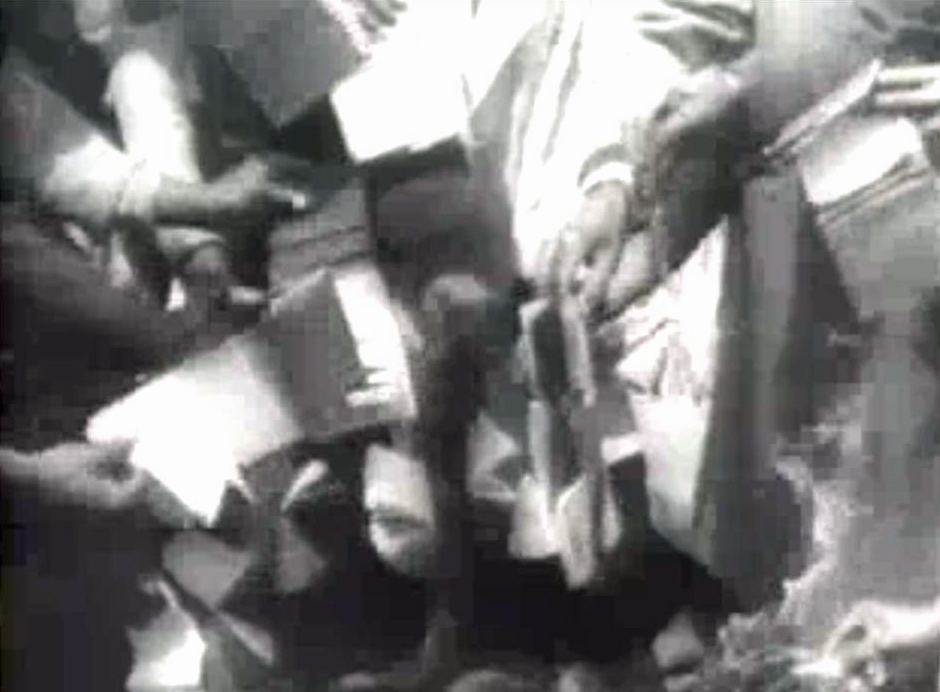
متظاهرون يتلفون وثائق الاجتياز خاصتهم احتجاجاً على الأبارتيد عام 1960

أقرت الحكومة الجنوب أفريقية إجراءات حدّت من تدفق الجنوب الأفريقيين السود إلى المدن منذ القرن الثامن عشر. وهدفت قوانين الاجتياز التي تم تحديثها خلال خمسينيات القرن العشرين إلى تسيير والسيطرة على تنقلاتهم وأعمالهم. وكان السكان السود القاطنين في المناطق الحضرية هدفاً لإجراءات سعت لتقويد تنقلاتهم في ظل حكم الحزب الوطني. واشترطت حكومة الأبارتيد على الأشخاص ممن زاد عمرهم عن السادسة عشر حمل تصريحات مرور خاصة تشتمل على بطاقة الهوية الشخصية وإجازة للعمل والمرور صادرة عن مكتب العمل واسم صاحب العمل وعنوانه وتفاصيل التاريخ الشخصي. استخدمت إدارة الحزب الوطني بقيادة هندريك فيرورد هذه القوانين من أجل فرض عزل عرقي أشد وطئاً. ووسّعت الحكومة من نطاق شمولية هذا القانون فأصبح يشمل النساء في فترة 1959-1960.:pp.14,528
هيأ المؤتمر الوطني الأفريقي (ANC) للمباشرة في حملة احتجاج على قوانين الاجتياز. وكان من المقرر أن تبدأ هذه الاحتجاجات يوم 31 مارس عام 1960، ولكن منافسه ألا وهو المؤتمر الأفريقي لأزانيا أو المعروف باسمه الأشهر المؤتمر الأفريقي (PAC) بقيادة روبرت سوبوكو قرر استباق المؤتمر الوطني الأفريقي من خلال إطلاق حملته الخاصة قبل عشرة أيام يوم 21 مارس، حيث رأوا أن حزب المؤتمر الوطني الأفريقي لن يتمكن من الفوز في الحملة.

## أحداث المجزرة

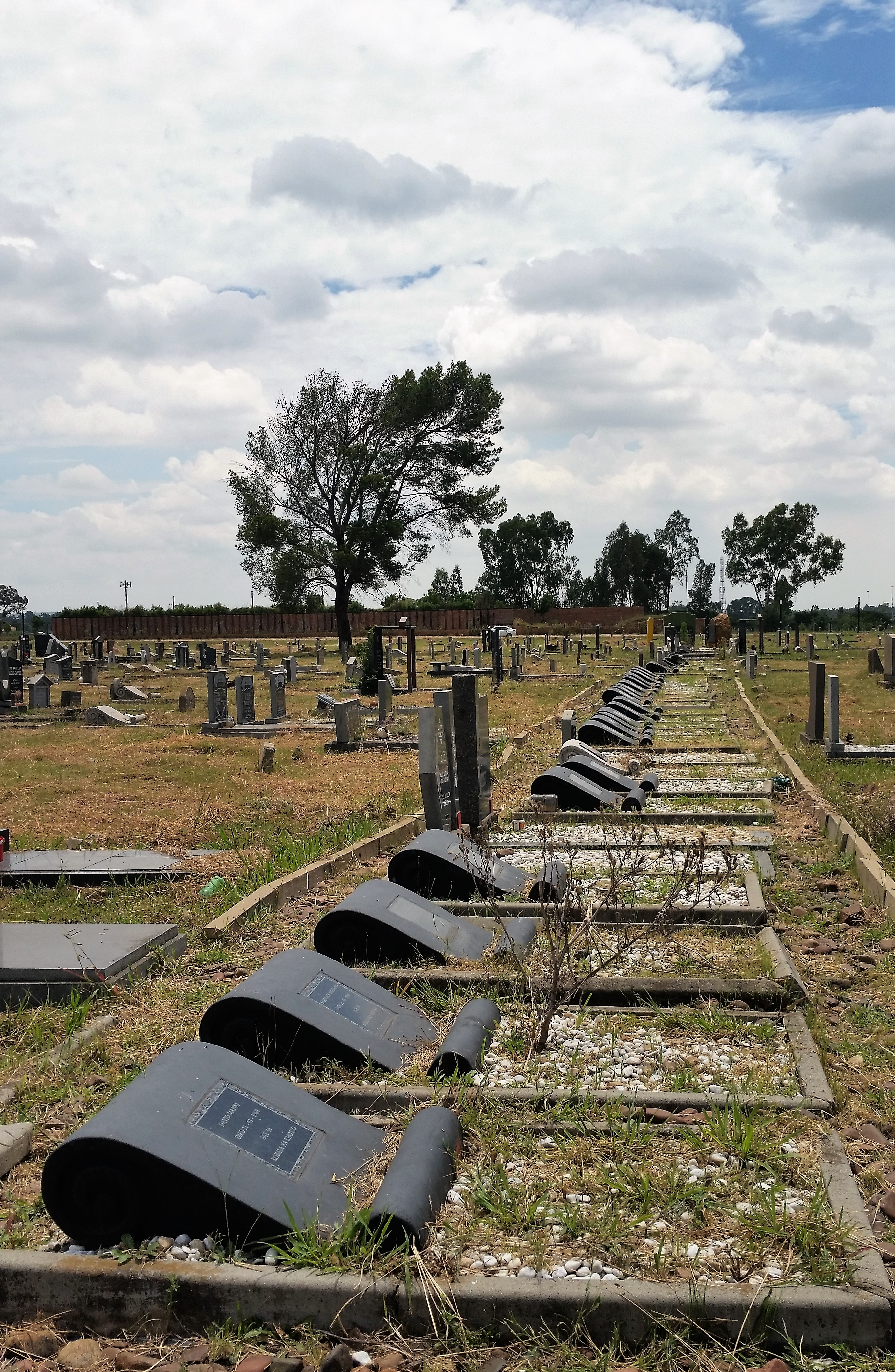
صف قبور الضحايا التسعة وستون الذين لقيوا مصرعهم 69 على يد قوات الشرطة بتاريخ 21 مارس عام 1960.

تجمعت مجموعة من المتظاهرين أمام مركز الشرطة المحلي في بلدية شاربفيل بلغ عددها ما بين 5,000 إلى 10,000 شخص عارضين أنفسهم للاعتقال لعدم حيازتهم لوثائق الاجتياز الخاصة بهم. لم تكن شرطة شاربفيل غير مستعدة تماماً للمظاهرات؛ فقد كُلِفت بمتابعة مجموعات أصغر من النشطاء الأكثر تشدداً في الليلة التي سبقت المذبحة.
حضر كثير من المدنيين دعماً للمظاهرة بيد أنه يوجد دليل على لجوء المؤتمر الأفريقي لأزانيا (PAC) لوسائل ترهيبية كان الغرض منها جذب الحشود؛ وكان منها قطعهم لخطوط الهاتف عن شاربفيل وتوزيعهم لكتيبات طالبوا فيها الناس بعدم الذهاب إلى أعمالهم في ذاك اليوم ومعاملتهم سائقي الحافلات والركاب بالإكراه.:p.534
اجتمع حشد كبير من المتظاهرين مع حلول الساعة 10:00 واتسم الجو في بادئ الأمر بالسلمية والاحتفالية. وكان عدد عناصر الشرطة حين بدأت المظاهرة أقل من عشرين شرطي. وازدادت أعدد المتظاهرين مع مضي الوقت ليصل عددهم إلى حوالي العشرين ألف، ووصِفَ المزاج السائد بالقبيح. وارتفع عدد عناصر تعزيزات الشرطة بالتوازي مع تزايد أعداد المتظاهرين ليصبح عددهم حوالي 130 شرطي، وكانت الشرطة مدعومة بأربع ناقلات مدرعة من طراز ألفيس ساراسن جيء بها. وكانت الشرطة بأسلحة نارية ومنها رشاشات ستن وبنادق من نوع لي إنفيلد. ولا يوجد دليل على حمل المتظاهرين لأي سلاح سوى الحجارة.

### عدد القتلى والمصابين
يبلغ عدد ضحايا مذبحة شاربفيل حسب العدد الرسمي 69 شخص منهم 8 نساء و 10 أطفال وعدد المصابين 180 منهم 31 امرأة و 19 طفل. عانى الكثيرون من إصابات في منطقة الظهر جراء تعرضهم لطلقات العيارات النارية خلال هروبهم مما أدى إلى إصابة بعضهم بالشلل.

### ذريعة إطلاق النار
تدّعي تقارير الشرطة العائدة لعام 1960 إصابة رجال الشرطة الذين كانوا من الشباب عديمي الخبرة بالذعر مما دفعهم لإطلاق الرصاص الحي بصورة عفوية ما افتعل سلسلة من ردود الفعل التي استمرت لمدة أربعين ثانية. من المرجح أن عناصر الشرطة كانت متوترة بسبب ما لاقاه تسعة رجال شرطة كان قد اعتدي عليهم وقتلهم قبل شهرين من وقوع المذبحة وقد نُزِعت أحشاء بعضهم خلال غارة في منطقة كاتو مانور. كما لم يتلقى سوى حفنة من عناصر الشرطة المتواجدين تدريباً على النظام العام. وظل بعضهم يؤدي المهام الموكلة إليه لمدة تزيد عن أربعة وعشرين ساعة دون أن يحصلوا على استراحة. وقال الملازم العقيد بينار والذي كان قائد تعزيزات الشرطة في شاربفيل في تصريحٍ حول المذبحة: «لا تسمح عقلية السكان الأصليين لهم بالتجمع لمظاهرة سلمية. التجمع بالنسبة لهم يعني العنف.» كما أنكر بينار إصدار أي أوامر لإطلاق النار على المتظاهرين وصرّح بأنه لما كان ليطلق النار عليهم.
من الأدلة الأخرى التي أعطاها اثنان من ضحايا المذبحة إلى لجنة الحقيقة والمصالحة بعد مضي ثمانية وثلاثون عاماً عام 1998 هي إدعاء وجود «درجة من التأني في قرار إطلاق النار».:p.537
اقتربت طائرات إف-86 سابر وتي-6 تيكسان من الأرض محلقةً فوق المتظاهرين على مسافة مئة قدم من الأرض وحاولت فض الحشد. ولكن رد المتظاهرون بإلقاء الحجارة فأصابوا ثلاثة رجال شرطة وفرضوا تهديداً على حواجز الشرطة الموضوعة. وقد ثبت عدم فعالية الغاز المسيل للدموع ولجأ رجال الشرطة لصد الجموع بالهراوات. حاولت الشرطة اعتقال أحد المتظاهرين عند حوالي الساعة 13:00، وهو ما أدى إلى نشوب مشاجرة، وتزايد تقدم الجماهير نحو الأمام. وبدأت الشرطة إطلاق النار بعد هذا بفترة وجيزة.